# 帕拉雅
帕拉雅（法語：Palaja，法語發音：[palaʒa] ⓘ）是法国奥德省的一个市镇，位于该省中北部，省会卡尔卡松市区以南，属于卡尔卡松区。

## 地理
帕拉雅（43°10'22"N, 2°23'7"E）面积14.69 平方千米，位于法国奧克西塔尼大區奥德省，该省份为法国南部沿海省份，北起塔恩省，西北接上加龙省，西接阿列日省，南至东比利牛斯省，东临地中海，东北与埃罗省接壤。
与帕拉雅接壤的市镇（或旧市镇、城区）包括：卡尔卡松、卡瓦纳克、卡济亚克、蒙蒂拉、维勒弗卢尔、勒克。

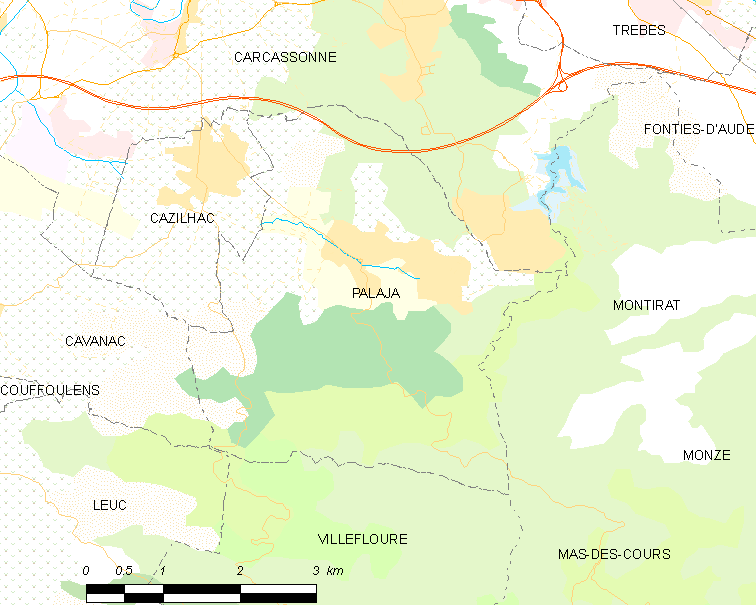
帕拉雅的OSM定位图

帕拉雅的时区为UTC+01:00、UTC+02:00（夏令时）。

## 行政
帕拉雅的邮政编码为11570，INSEE市镇编码为11272。

## 政治
帕拉雅所属的省级选区为卡尔卡松第二县。

## 人口

1962-2008年间帕拉雅人口变化图示

帕拉雅于2022年1月1日时的人口数量为2692人。